# Bezerédj Gyula
Bezerédi Bezerédj Gyula (Felsőörs, 1826. október 26. – Veszprém, 1880. december 30.) jogász, az 1848–49-es forradalom és szabadságharc hadnagya, Veszprém vármegye alispánja, Bezerédj Viktor édesapja.

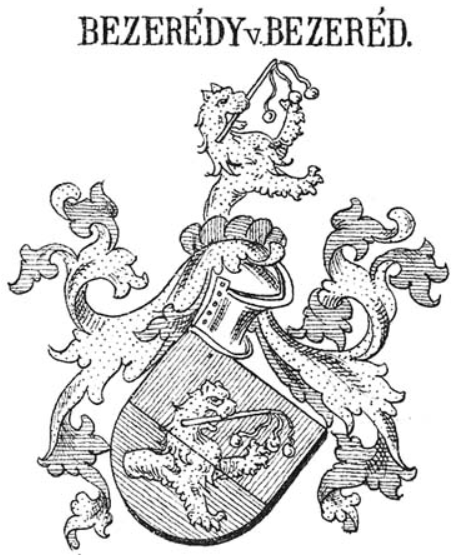
A Bezerédj család címere

## Élete
Bezerédj Ferenc birtokos és Mórocz Eszter fiaként született. Középfokú iskolái után jogot végzett. Joggyakornoki idejét töltötte, amikor kitört a forradalom 1848-ban. Ekkor önkéntesként csatlakozott a honvédséghez, előbb őrmester, majd hadnagy a 70. számú honvédzászlóaljban, végig a komáromi várőrségnél szolgált. A forradalom leverése után Zalaegerszegre költözött, majd 1854-ben megnősült, Wurda Karolinát vette el, akitől egyetlen fia, Viktor ismert. 1867-ben a Veszprém Megyei Honvédegylet tagja lett, később pedig alispánná nevezték ki. Szülővárosa gimnáziumának fejlesztésén munkálkodott. Közigazgatású tárgyú cikkeit és törvénymagyarázatait több lap is közölte. Hivatalban érte a halál 1880-ban, utódja Véghely Dezső lett.

## Munkája
- Községi rendszabály-tervezet az 1871. XVIII. t.-cz. 22. §. értelmében. Veszprém, 1874